# Small Astronomy Satellite 2
Lo Small Astronomy Satellite 2 (SAS 2), ovvero piccolo satellite per l'astronomia-2, a volte citato anche come SAS-B o Explorer 48, è stato un satellite artificiale messo in orbita dalla NASA nell'ambito del Programma Explorer. Fu il primo dedicato allo studio delle sorgenti spaziali di raggi gamma.
Lanciato il 15 novembre 1972, posizionato su una LEO caratterizzata da un apogeo di 632 km e da un perigeo di 443, entrò in servizio il 19 seguente. A causa di un problema all'impianto di alimentazione terminò la sua vita utile l'8 giugno 1973.
Lo SAS 2 era equipaggiato con una camera a scintillazione, allineata con l'asse di rotazione del satellite, dotata di una superficie collettrice di 540 cm2 che permetteva l'individuazione di raggi gamma con un valore energetico compreso tra 20 MeV e 1 GeV con una capacità di risoluzione di 3 gradi.

## Principali risultati scientifici
Pur dotato di una risoluzione non elevata, SAS 2 permise di ottenere la prima cartografia del cielo nella frequenza dei raggi gamma. Aiutò ad individuare la presenza di sorgenti gamma sebbene la loro esatta localizzazione era resa difficile dalla bassa risoluzione. I casi di sorgenti energetiche già note in altre frequenze, come la pulsar del Granchio (PSR B0531+21) o la pulsar delle Vele (PSR B0833-45), furono facilmente correlate con le sorgenti individuate da SAS 2, mentre nel caso di Geminga (PSR J0633+1746), invisibile nelle altre lunghezza d'onda, la sorgente non poté essere correlata a nulla di noto e la sua reale natura fu chiarita solamente nel 1991 poiché inizialmente si ipotizzò l'esistenza di una estesa regione diffusiva.